# Санкт-Вендель
Санкт-Вендель (нем. St. Wendel) — город в Германии, районный центр, расположен в земле Саар. Назван в честь св. Венделина, жившего в тех краях.
Входит в состав района Санкт-Вендель. Население составляет 26 208 человек (на 31 декабря 2010 года). Занимает площадь 113,54 км². Официальный код — 10 0 46 117.
Город подразделяется на 16 городских районов.

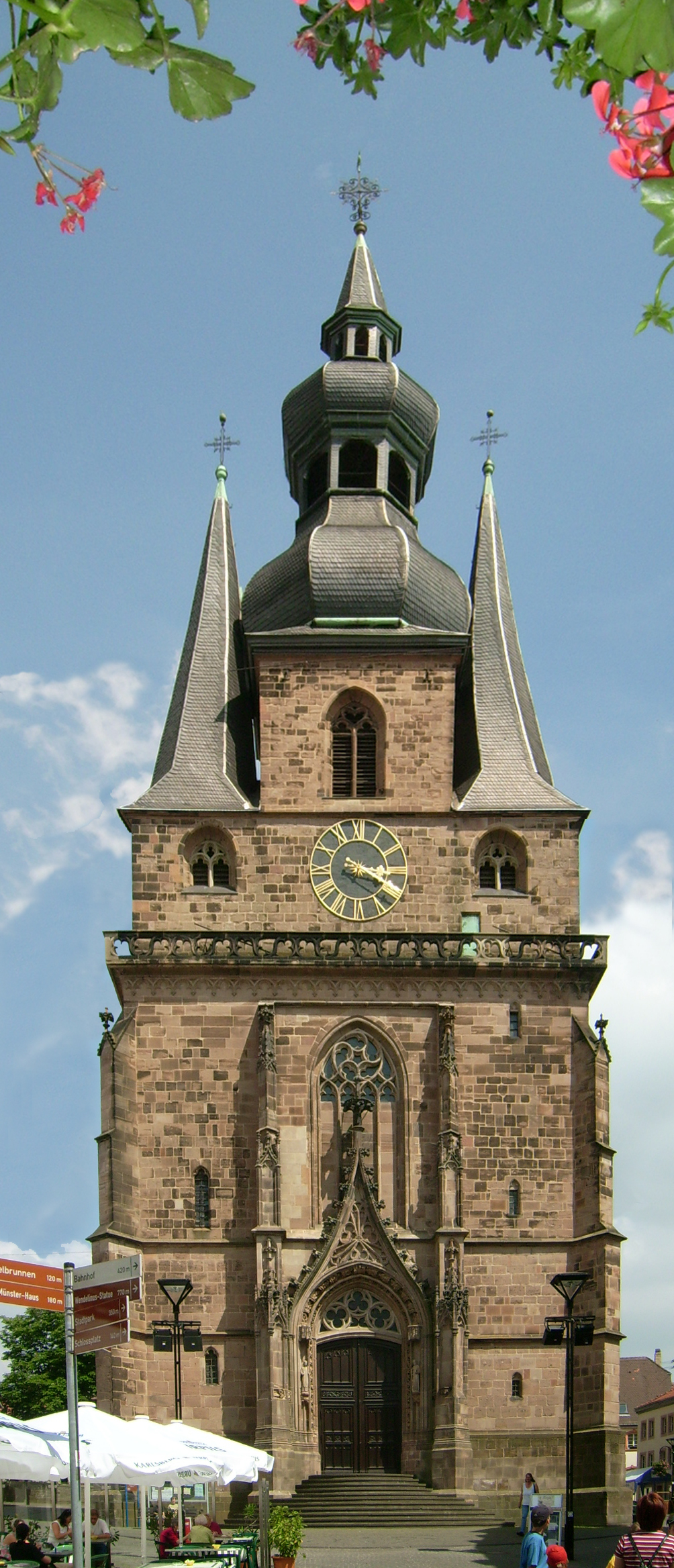
Санкт-Вендель

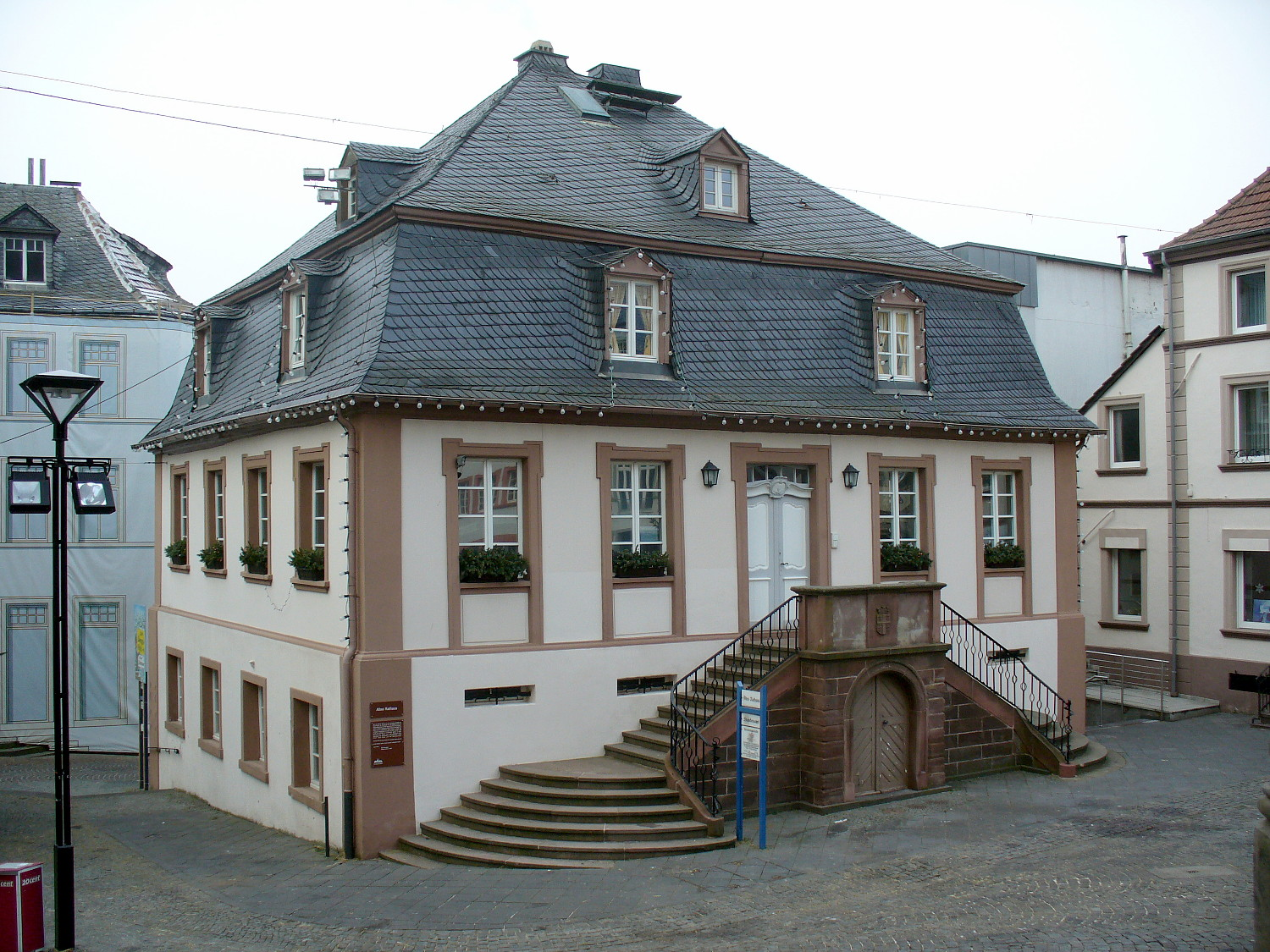
Ратуша

## Население
Данные приведены по состоянию на 31 декабря каждого года.
| Год         | 1979   | 1983   | 1999   | 2006   | 2015   |
| ----------- | ------ | ------ | ------ | ------ | ------ |
| Численность | 28 431 | 28 211 | 27 174 | 26 967 | 26 066 |

## Города-побратимы
- Резе, Франция (с 1972 года)[3]
- Балбригган, Ирландия (с 2007 года)[3]
- Сан-Венделину, Бразилия (с 2002 года)[3]

## Известные уроженцы
- Венделин (550—617) — католический и местночтимый православный святой, миссионер и игумен, проповедовавший в юго-западных областях Германии.
- Елена Демут (1820—1890) — друг семьи Карла Маркса.